# Jean-Marc Chabloz

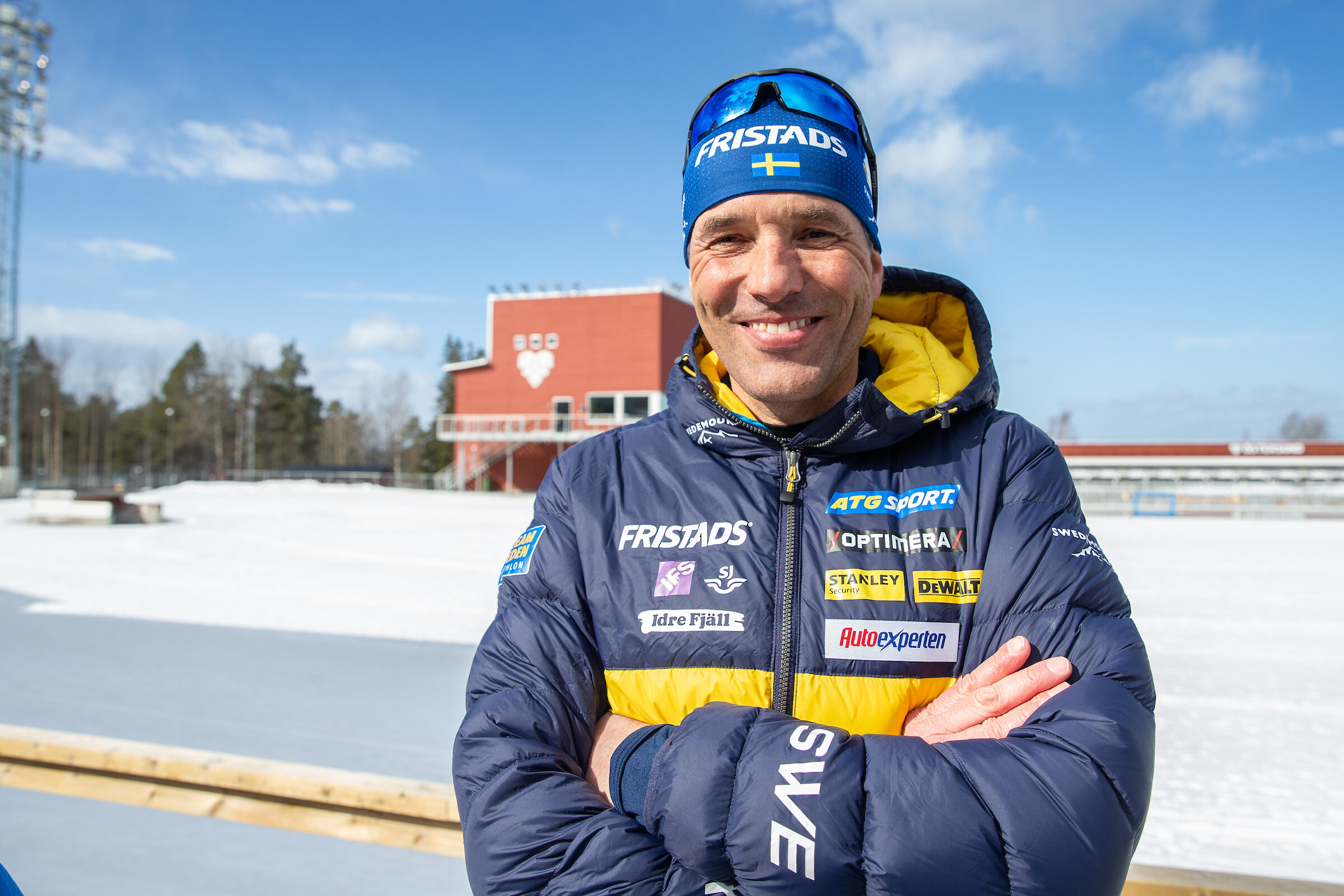
Jean-Marc-Chabloz (2020)

Jean-Marc Chabloz (* 27. Mai 1967 in Montreux) ist ein ehemaliger Schweizer Biathlet. Er arbeitet als Schiesstrainer der schwedischen Biathlon-Nationalmannschaft.
Jean-Marc Chabloz begann 1989 mit dem Biathlonsport. Sein Debüt auf internationaler Ebene gab er bei den Olympischen Winterspielen 1992 in Albertville. Er nahm an allen weiteren Olympischen Spielen bis 2002 teil, erreichte aber nie nennenswerte Platzierungen. Zwischen 1993 und 2004 nahm er an nahezu allen Weltmeisterschaften teil. Die einzigen herausragenden Platzierungen waren ein zehnter Platz bei den Welttitelkämpfen 1996 in Ruhpolding im Einzel, 1997 ein 13. Rang im Sprint von Osrblie und 2001 ein 15. Platz im Einzel von Pokljuka.
Sein Biathlon-Weltcup-Debüt gab er 1992 in Pokljuka. Sein bestes Ergebnis konnte er in seiner ersten Saison im Einzel von Kontiolahti als Vierter erreichen. Diese Platzierung konnte er acht Jahre später beim vorolympischen Wettkampf in Salt Lake City wiederholen. 
Seit seinem Karriereende 2004 lebt Chabloz mit seiner Lebensgefährtin in deren Heimatstadt Östersund. Dort arbeitete er als Biathlontrainer am Sportgymnasium. 2020 wurde er dann zum Schiesstrainer der schwedischen Nationalmannschaft berufen, wo er unter anderem massgeblich für die Schiessausbildung der ehemaligen Skilangläuferin Stina Nilsson verantwortlich ist.

## Biathlon-Weltcup-Platzierungen
Die Tabelle zeigt alle Platzierungen (je nach Austragungsjahr einschliesslich Olympische Spiele und Weltmeisterschaften).
- 1.–3. Platz: Anzahl der Podiumsplatzierungen
- Top 10: Anzahl der Platzierungen unter den ersten zehn (einschliesslich Podium)
- Punkteränge: Anzahl der Platzierungen innerhalb der Punkteränge (einschliesslich Podium und Top 10)
- Starts: Anzahl gelaufener Rennen in der jeweiligen Disziplin

| Platzierung                                | Einzel | Sprint | Verfolgung | Massenstart | Team | Staffel | Gesamt |
| ------------------------------------------ | ------ | ------ | ---------- | ----------- | ---- | ------- | ------ |
| 1. Platz                                   |        |        |            |             |      |         |        |
| 2. Platz                                   |        |        |            |             |      |         |        |
| 3. Platz                                   |        |        |            |             |      |         |        |
| Top 10                                     | 3      | 2      |            |             |      | 1       | 6      |
| Punkteränge                                | 9      | 16     | 8          | 1           | 2    | 19      | 55     |
| Starts                                     | 49     | 86     | 39         | 1           | 2    | 25      | 202    |
| Stand: Daten möglicherweise nicht komplett |        |        |            |             |      |         |        |